# Mesquita de l'Imam Khomeini
La mesquita de l'Imam m Khomeini, és també coneguda com a Mesquita Reial (persa: مسجد شاه) o mesquita de l'Imam, situada a Esfahan a Iran; fou construïda per al sobirà safàvida Shah Abbas I, entre els anys 1612 i 1630. La mesquita del Shah és al costat sud de la plaça de Naqhsh-e Jahan.
La mesquita fou construïda durant el període de la dinastia safàvida. És un exemple excel·lent de l'arquitectura islàmica de l'Iran, i es considera l'obra mestra de l'arquitectura persa. Començà a construir-se al 1611, i la seua bellesa es deu sobretot als seus mosaics de set colors i les inscripcions cal·ligràfiques.
La mesquita es representa al revers del bitllet de 20,000 rials iranians. Està registrada, juntament amb la plaça de Naqhsh-e Jahan, com a Patrimoni de la Humanitat per la UNESCO.

## Història
El 1598, quan Abbas I el Gran traslladà la capital de l'Imperi persa des de la ciutat nord-occidental de Qazvín a la ciutat central d'Esfahan, inicià el que es convertiria en un dels programes més grans de la història persa: la remodelació completa d'aquesta antiga ciutat. En triar Esfahan, fecundada pel riu Zayanda-Rud ('donador de vida'), com un oasi d'intens cultiu enmig d'una vasta extensió de paisatge àrid, Abbas distancià la capital de qualsevol atac futur per al rival veí de l'Iran, els otomans, i alhora augmentava el control sobre el golf Pèrsic, que s'havia convertit en una important ruta comercial per a les companyies holandeses i angleses de l'Índia Oriental.
L'arquitecte principal d'aquesta colossal tasca de planificació urbana fou Shaykh Bahai, que se centrà en dues característiques clau del pla de xa Abbas: el bulevard Chaharbagh, flanquejat a banda i banda per les institucions prominents de la ciutat i les residències dels dignataris estrangers, i la plaça Naqsh-e Jahan ('Exemplar del món'). Abans de l'ascensió al poder del xa, Pèrsia tenia una estructura de poder descentralitzada, en què diferents institucions lluitaven pel poder, inclosos els militars i governadors de les províncies que componen l'imperi. El xa Abbas volia soscavar aquesta estructura política, i la recreació d'Esfahan, com a gran capital de Pèrsia, suposà un pas important per centralitzar el poder. L'enginy de la plaça, o Maidān, era que, en construir-la, Abbas reuniria els tres components principals del poder a Pèrsia al seu propi pati; el del clergat, representat pel Masjed-i Shah, el dels mercaders, representat pel basar imperial i, per descomptat, el del mateix xa, que residia al palau d'Ali Qapu.
La joia de la corona en aquest projecte era la Masjed i Shah, que reemplaçaria a l'antiga mesquita aljama en les oracions del divendres. Per aconseguir-ho, la mesquita de l'Imam Khomeini es construí amb una visió de grandesa i amb la cúpula més gran de la ciutat, però Shaykh Bahai també planejà la construcció de dues escoles religioses i una mesquita d'hivern a banda i banda. A causa del desig del xa de tenir l'edifici acabat durant la seua vida, es construí molt ràpidament, i el xa ignorà els advertiments d'un dels arquitectes, Abu'l Qāsim, sobre el perill d'enfonsament dels fonaments de la mesquita. L'arquitecte demostrà que els seus dubtes eren justificats, doncs el 1662 l'edifici s'hagué de sotmetre a grans reparacions.
Els perses inventaren un nou estil de mosaic de taulellets («el de set colors») que era més barat i més ràpid, i així n'acceleraren la construcció. Aquest treball fou realitzat magistralment per alguns dels millors artesans del país, i supervisat pel mestre cal·lígraf, Resa Abbasi. Els tocs finals se'n feren l'any 1629, pocs mesos després de la mort del xa.
Molts historiadors s'han preguntat sobre la peculiar de l'orientació de la plaça de Naqsh-e Jahan. A diferència de la majoria dels edificis d'importància, aquesta plaça no està alineada amb La Meca, de manera que en entrar al portal d'entrada de la mesquita, es fa, quasi sense adonar-se, el gir a la dreta, la qual cosa permet estar cara a cara La Meca. L'arquitecte Donald Wilberd hi dona l'explicació més plausible: la visió de Shaykh Bahai era que la mesquita fos visible des de qualsevol lloc de la plaça. Si l'eix de la plaça hagués coincidit amb l'eix de la Meca, la cúpula de la mesquita hauria estat oculta des de la vista pel portal d'entrada. En crear un angle entre aquestes, les dues parts de l'edifici, el portal d'entrada i la cúpula, es veuen perfectament des de la plaça.

## Galeria d'imatges

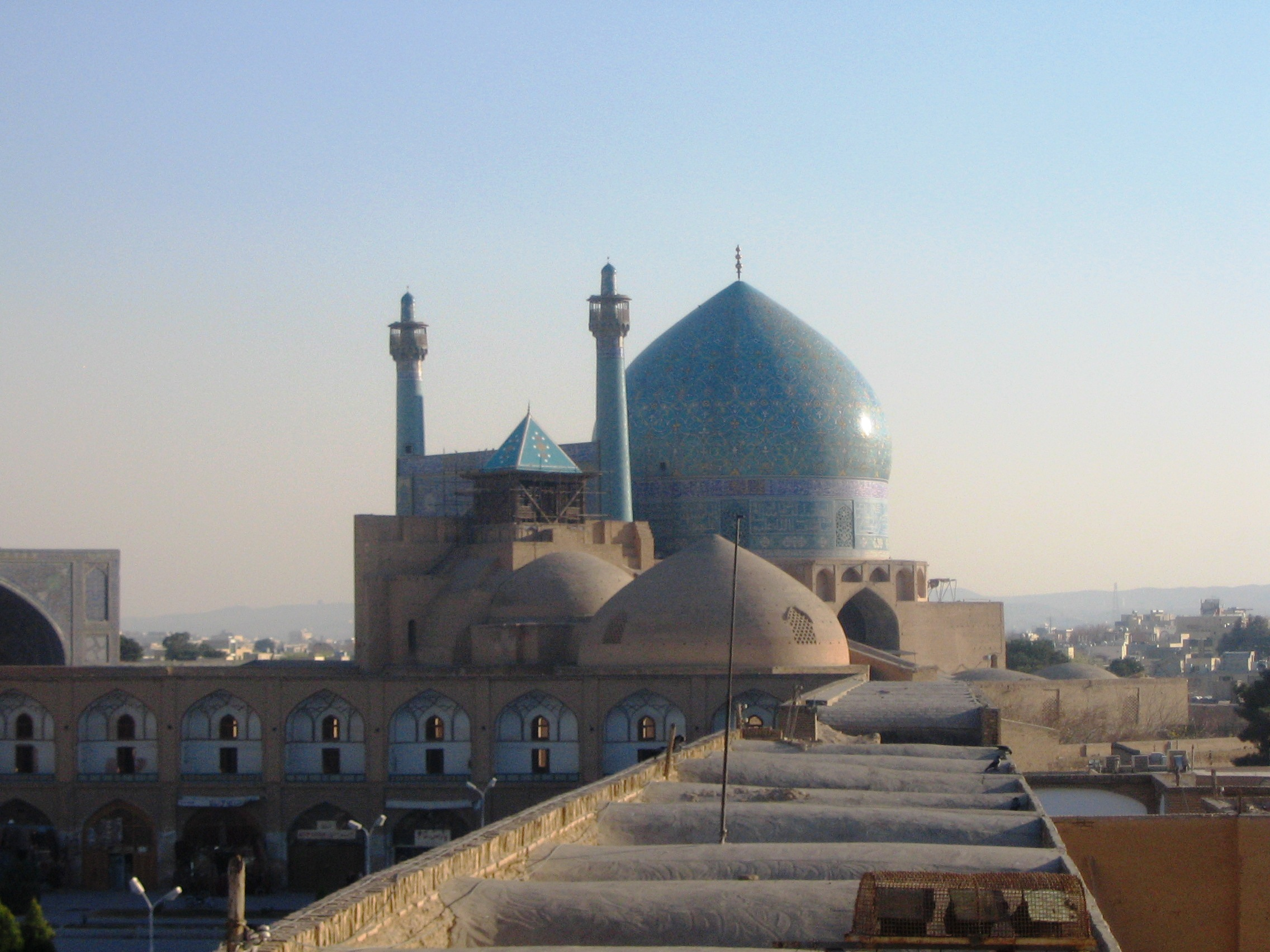
Vista exterior de la mesquita
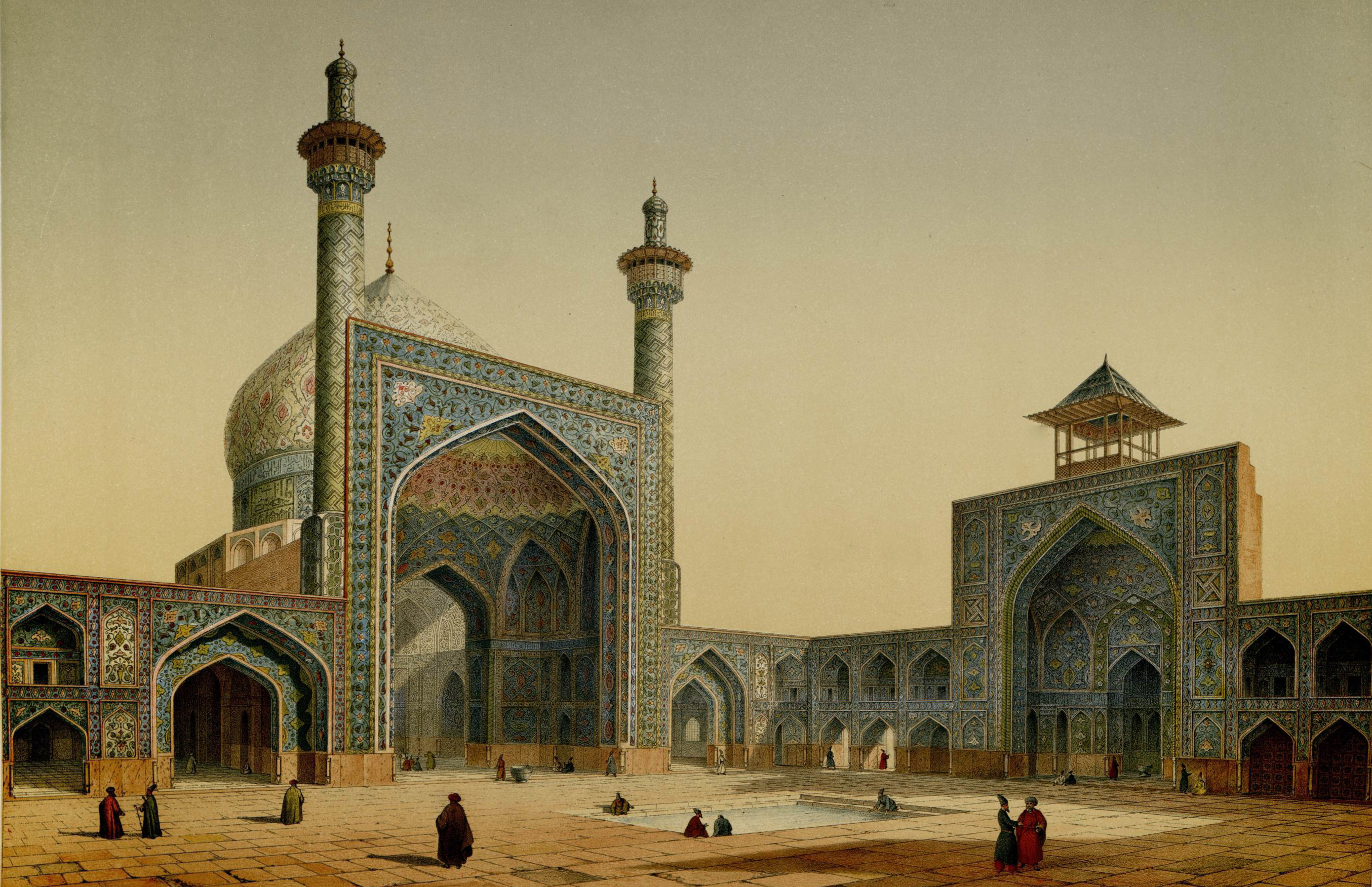
Pintura realitzada per Pascal Coste, en la seua visita a Pèrsia el 1841
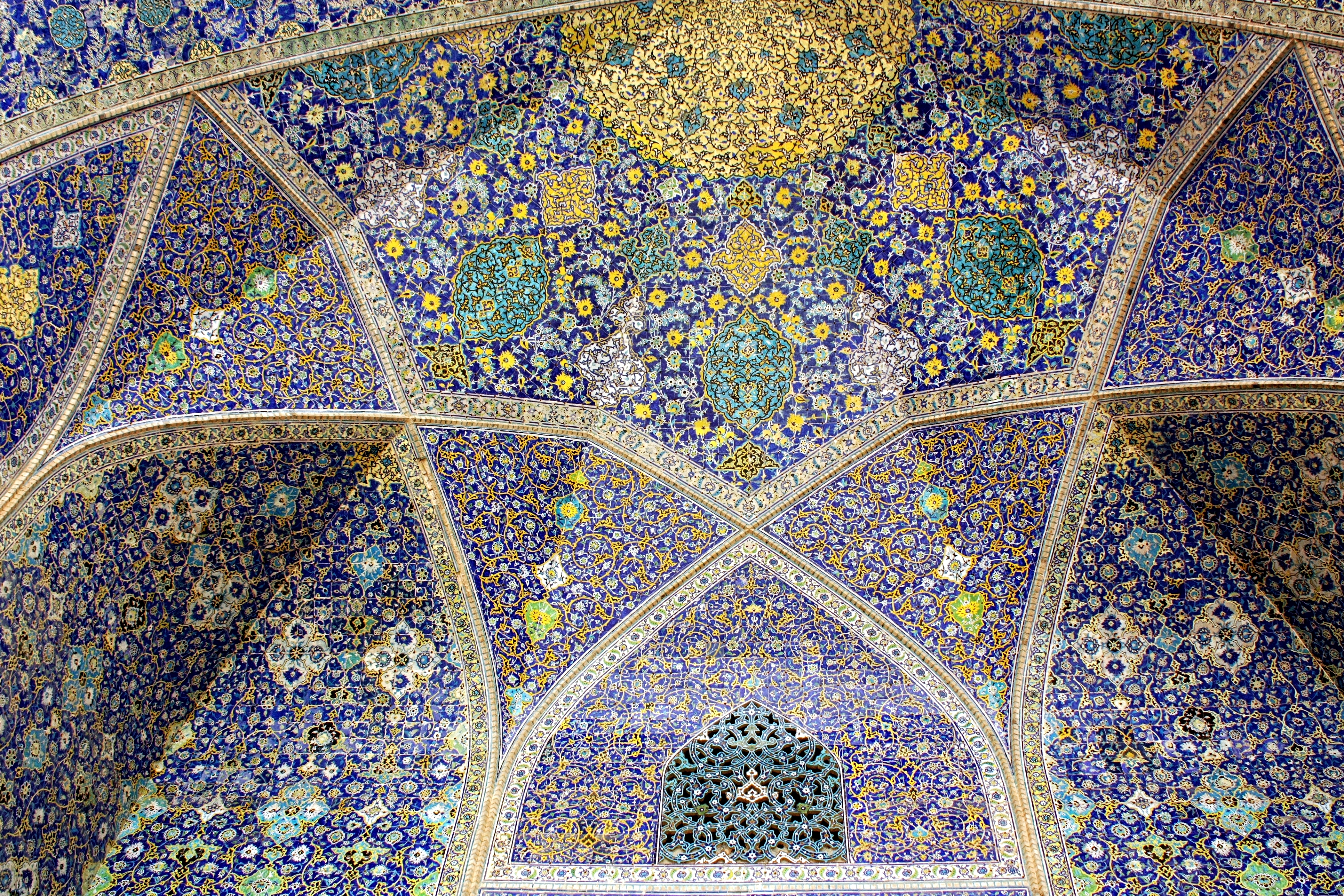
Decoració amb mosaic de taulellets